# Acy-Romance
Acy-Romance ist eine französische Gemeinde mit 490 Einwohnern (Stand: 1. Januar 2022) im Département Ardennes in der Region Grand Est. Die Gemeinde gehört zum Arrondissement Rethel und zum Kanton Rethel.

## Geographie
Acy-Romance liegt etwa 37 Kilometer nordöstlich von Reims und ist eine banlieue im Südwesten von Rethel. Durch die Gemeinde führt der Canal des Ardennes (Ardennenkanal). Der Fluss Aisne begrenzt die Gemeinde im Norden. Umgeben wird Acy-Romance von den Nachbargemeinden Rethel im Norden und Nordosten, Sault-lès-Rethel im Osten und Südosten, Tagnon im Süden und Südwesten, Avançon im Südwesten, Nanteuil-sur-Aisne im Westen sowie Barby im Nordwesten.
Die Route nationale 51 begrenzt die Gemeinde im Osten.

## Geschichte
Archäologische Untersuchungen haben ergeben, dass im Gemeindegebiet schon frühzeitig eine gallische Siedlung bestand. Hier befand sich ein spätkeltisches Heiligtum. Aus den Gräbern sind wertvolle Artefakte und Waffen geborgen worden.

### Bevölkerungsentwicklung
| 1962                       | 1968 | 1975 | 1982 | 1990 | 1999 | 2006 | 2012 | 2018 |
| -------------------------- | ---- | ---- | ---- | ---- | ---- | ---- | ---- | ---- |
| 491                        | 488  | 479  | 484  | 472  | 443  | 483  | 443  | 456  |
| Quellen: Cassini und INSEE |      |      |      |      |      |      |      |      |

## Sehenswürdigkeiten

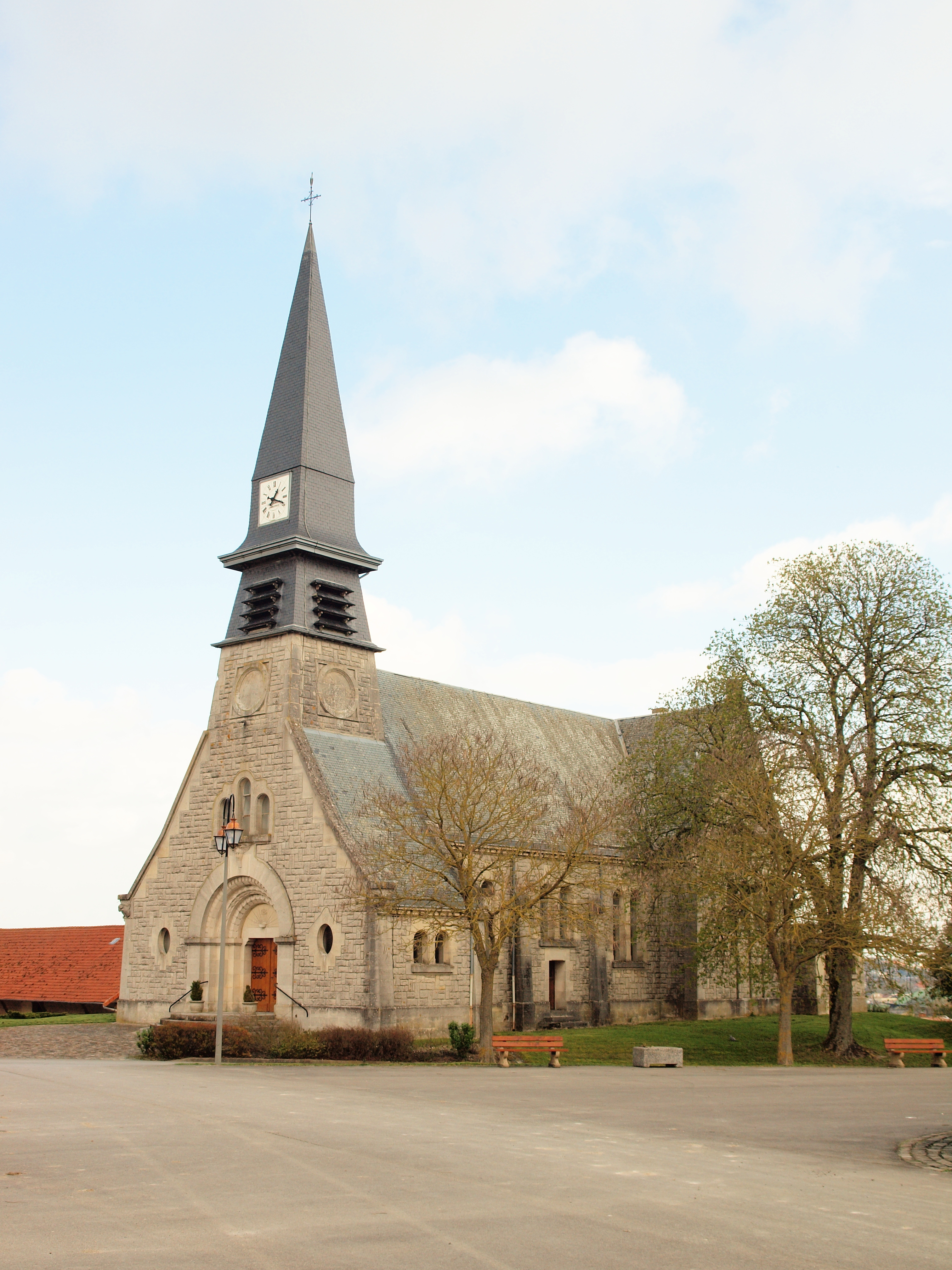
Kirche Saint-Pierre

- Kirche Saint-Pierre